# Мужская сборная Бенина по гандболу
Мужская сборная Бенина по гандболу — национальная команда по гандболу, представляющая Бенин на международных соревнованиях. Управляется Федерацией гандбола Бенина.

## История
Сборная Бенина по гандболу никогда не участвовала в летних Олимпийских играх и чемпионатах мира. Участие в континентальных соревнованиях также было эпизодическим.
В 1965 году гандболисты Дагомеи участвовали во Всеафриканских играх в Браззавиле и не сумели преодолеть групповой этап, проиграв ОАР (10:27) и Мадагаскару.
В 1978 году бенинцы на Всеафриканских играх в Алжире стали последними в группе, проиграв Мадагаскару (16:18), Египту (12:34) и Тунису (15:30).
В 1996 году сборная Бенина единственный раз участвовала в домашнем чемпионате Африки в Котону. Бенинцы заняли последнее место в группе, сыграв вничью с Республикой Конго (16:16) и потерпев поражения от Египта (18:30), Алжира (10:29) и Камеруна (19:27), в матче за 9-10-е места победили Того (26:25).

## Результаты выступлений

### Чемпионаты Африки
- 1974—1994 — не участвовала
- 1996 — 9-е место
- 1998—2020 — не участвовала

### Африканские игры
- 1965 — групповой этап
- 1973 — не участвовала
- 1978 — групповой этап
- 1987—2019 — не участвовала